# Бријан
Бријан (фр. Briant) насеље је и општина у источном делу централне Француске у региону Бургоња, у департману Саона и Лоара која припада префектури Шарол.
По подацима из 2011. године у општини је живело 228 становника, а густина насељености је износила 17,13 становника/km². Општина се простире на површини од 13,31 km². Налази се на средњој надморској висини од 400 метара (максималној 548 m, а минималној 280 m).

## Демографија
| 1962. | 1968. | 1975. | 1982. | 1990. | 1999. | 2011. |
| ----- | ----- | ----- | ----- | ----- | ----- | ----- |
| 310   | 318   | 264   | 265   | 225   | 206   | 228   |

График промене броја становника у току последњих година